# Экелёф, Гуннар
Гуннар Экелёф (швед. Gunnar Ekelöf, 15 сентября 1907, Стокгольм — 16 марта 1968, Сигтуна) — шведский поэт, эссеист, переводчик, крупнейшая фигура скандинавского модернизма.

## Биография
Родился в обеспеченной семье, сын биржевого маклера. В 1916 отец скончался от общего паралича, вызванного сифилисом. В 1921 мать вступила в новый брак, Гуннар не принял отчима и сводного брата, глубоко осудил мать. В 1921 путешествовал с матерью по Франции, Италии, Германии, впоследствии подолгу жил в Париже, объехал Грецию, Турцию, Тунис. Окончив в 1926 гимназию, учился восточным языкам в Лондоне. Затем продолжил обучение персидскому в Уппсальском университете, но курса не кончил. В 1928 получил наследство отца и, вместе с ним, финансовую независимость. В Париже вошёл в круги кубистов и сюрреалистов. В начале 1930-х сблизился с Карин Бойе. После 1932 потерял большую часть наследства. Издавал по образцу The Criterion журнал Спектр, где печатались Карин Бойе, Харри Мартинсон, Артур Лундквист, Эйвинд Юнсон, переводы Экелёфа из Ибн Араби, Рембо и Десноса. В первой половине 1930-х сблизился с «левой» прессой, которая, тем не менее, относилась к нему с подозрением и считала буржуазным снобом.

## Творчество
Поэтика Экелёфа сложилась под влиянием Рембо, Элиота, Эдит Сёдергран. Испытал влияние французского сюрреализма. Среди переведённых им авторов — Гюстав Флобер, Артюр Рембо, Марсель Пруст, Гийом Аполлинер, Андре Жид, Андре Мальро, Сент-Экзюпери и многие другие. Ряд произведений писателя опубликован лишь после его смерти, в 1991—1993 напечатано собрание его сочинений в восьми томах.

## Книги
- sent på jorden/ опоздавший на землю (1932)
- Fransk surrealism/ Французский сюрреализм (1933, переводы)
- Dedikation/ Посвящение (1934)
- Hundra år modern fransk dikt/ 100 лет новейшей французской поэзии (1934, переводы)
- Sorgen och stjärnan/ Печаль и звезда (1936)
- Köp den blindes sång/ Купите песенку слепца (1938)
- Färjesång/ Песня на переправе (1941)
- Promenader/ Прогулки (1941, эссе)
- Non serviam (1945)
- Utflykter/ «Путешествия» (1947, эссе)
- Om hösten/ Осенью (1951)
- Strountes/ Бессмысленные стихи (1955)
- Blandade kort/ Сброшенные карты (1957, эссе)
- Opus incertum (1959)
- En Mölna-elegi/ Мёльнская элегия (1960, поэма)
- Valfrändskaper/ Избирательное сродство (1960, переводы)
- En natt i Otocac/ Ночь в Отокаке (1961)
- Diwan över Fursten av Emgión/ Диван о принце Эмгионе (1965, первая часть «Византийской трилогии»)
- Sagan om Fatumeh/ Сага о Фатиме (1966, вторая часть «Византийской трилогии»)
- Vägvisare till underjorden/ Путеводитель по подземному миру (1967, третья, заключительная часть «Византийской трилогии»)
- Partitur, «Score» (1969)
- Lägga patience/ Игра в одиночку (1969, эссе)
- En självbiografi/ Автобиография (1971)
- En röst/ Голос (1973)

## Переводы на русский язык
- Экелёф Г. Стихи / Перевод со шведского и вступление А. Щеглова // Иностранная литература. 1997. № 12. С. 123—130.
- Экелёф Г. Мёльнская элегия / Пер. Н. Воиновой. — М.: Ад Маргинем Пресс, 2016. — 64 c.[3]
- Экелёф Г. Избранное / Пер. с швед. под ред. Н. С. Воиновой, Н. А. Пресс, А. П. Прокопьева. — СПб.: Порядок слов, 2018. — 512 с.; портр. — 500 экз.[4]

## Признание
Стихотворения Экелёфа переведены на многие языки, на английский его переводили Уистен Хью Оден, Роберт Блай и др. Экелёф оказал глубокое воздействие на поэзию Швеции, Дании, Норвегии. Член Шведской академии (1958), почётный доктор философии Уппсальского университета (1958).
Премия Бельмана (1953, 1961, 1967). Литературная премия Северного Совета (1966) и др.
В 1989 создано Общество Гуннара Экелёфа, вручается поэтическая премия его имени.